# 上祖師谷
上祖師谷（日语：／ Kami-Soshigaya */?）是東京都世田谷區的町名。現行行政地名為上祖師谷一丁目至同七丁目。已實施住居表示。2013年（平成25年）9月1日為止的人口有18,370人。郵遞區號157-0065。

## 地理
位於東京都世田谷區西北部，周圍鄰接世田谷區成城、祖師谷、給田、南烏山、粕谷、千歲台各町，西鄰東京都調布市。最近的車站有三處：一、二丁目為京王線千歲烏山站，三、四、五丁目為小田急線成城學園前站，六、七丁目為京王線仙川站。三、四丁目仙川旁有東京都立祖師谷公園。町域內主要為住宅區。

## 歷史
過去為舊武藏國荏原郡上祖師谷村。1889年（明治22年），合併為千歲村大字上祖師谷。1936年（昭和11年）編入世田谷區，為祖師谷一丁目。1970年（昭和45年）9月1日實施住居表示，舊祖師谷一丁目大半與舊祖師谷二丁目（下祖師谷村）、烏山町、給田町各一部分合併為現行的上祖師谷一丁目至七丁目。

### 地名由來
相傳當地豪族粕谷氏篤信日蓮宗的創始人日蓮祖師，在日蓮圓寂後雕刻日蓮祖師像奉祀於此，故稱之祖師谷。古時為祖師谷村，後來分為上祖師谷村、下師谷村。

## 備註
1. ↑  .   [2013-10-04]. （原始内容存档于2014-07-19）.
2. ↑  .   [2013-10-04]. （原始内容存档于2013-10-04）.